# Marley Marl
Marlon Lu'Ree Williams, mer känd under artistnamnet Marley Marl, född 30 september 1962 i Queens, New York, är en amerikansk DJ och hiphopproducent. Han växte upp i bostadsområdet Queensbridge i Queens, New York. Marley Marl ses som en av hiphophistoriens viktigaste och mest inflytelserika hiphopproducenter. Han var en viktig inspiration för många hiphopartister, bland andra The Notorious B.I.G., RZA, DJ Premier, Madlib och Pete Rock.
Eric B. & Rakims debutalbum Paid in Full från 1987 av spelades in i Marley Marls egna studio i Chestnut Ridge, New York.

## Diskografi
- 1988 – In Control Volume 1
- 1991 – In Control Volume 2
- 2001 – Re-Entry